# Rupprecht Geiger
Rupprecht Geiger (* 26. Januar 1908 in München; † 6. Dezember 2009 ebenda) war ein deutscher Architekt, abstrakter Maler und Bildhauer.

## Leben und Werk

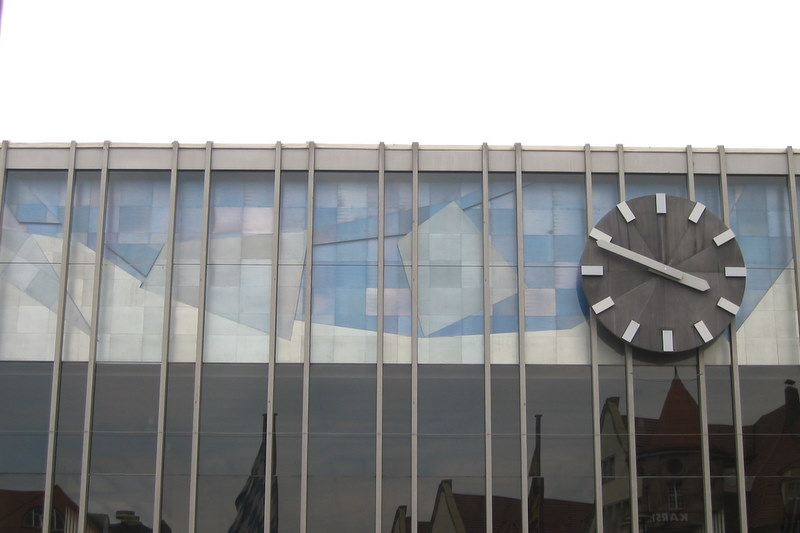
Plattenmosaik am Hauptbahnhof München (1951), demontiert 2018

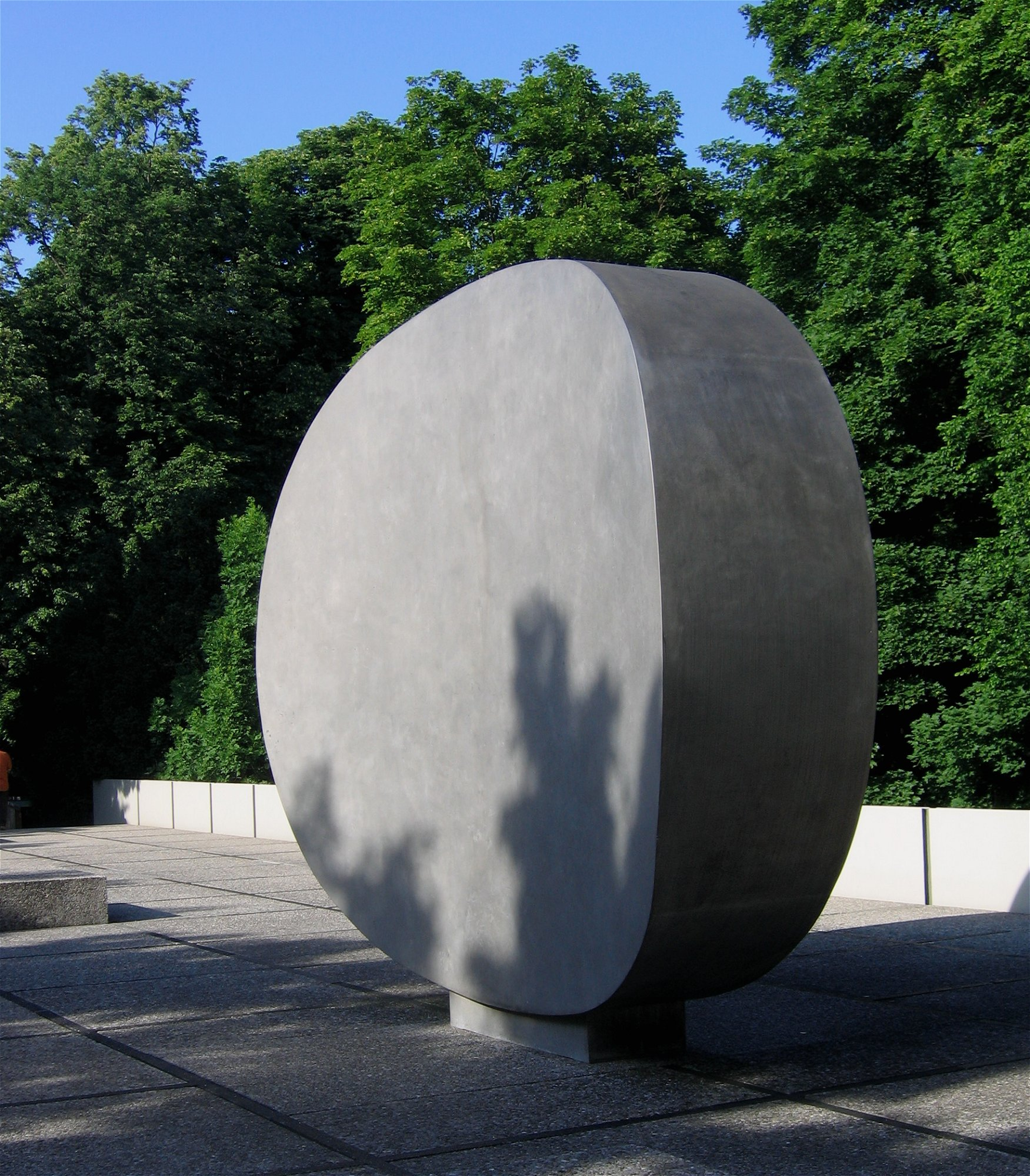
Konkav gerundet, Aluminium (1973), Münchener Rück, München

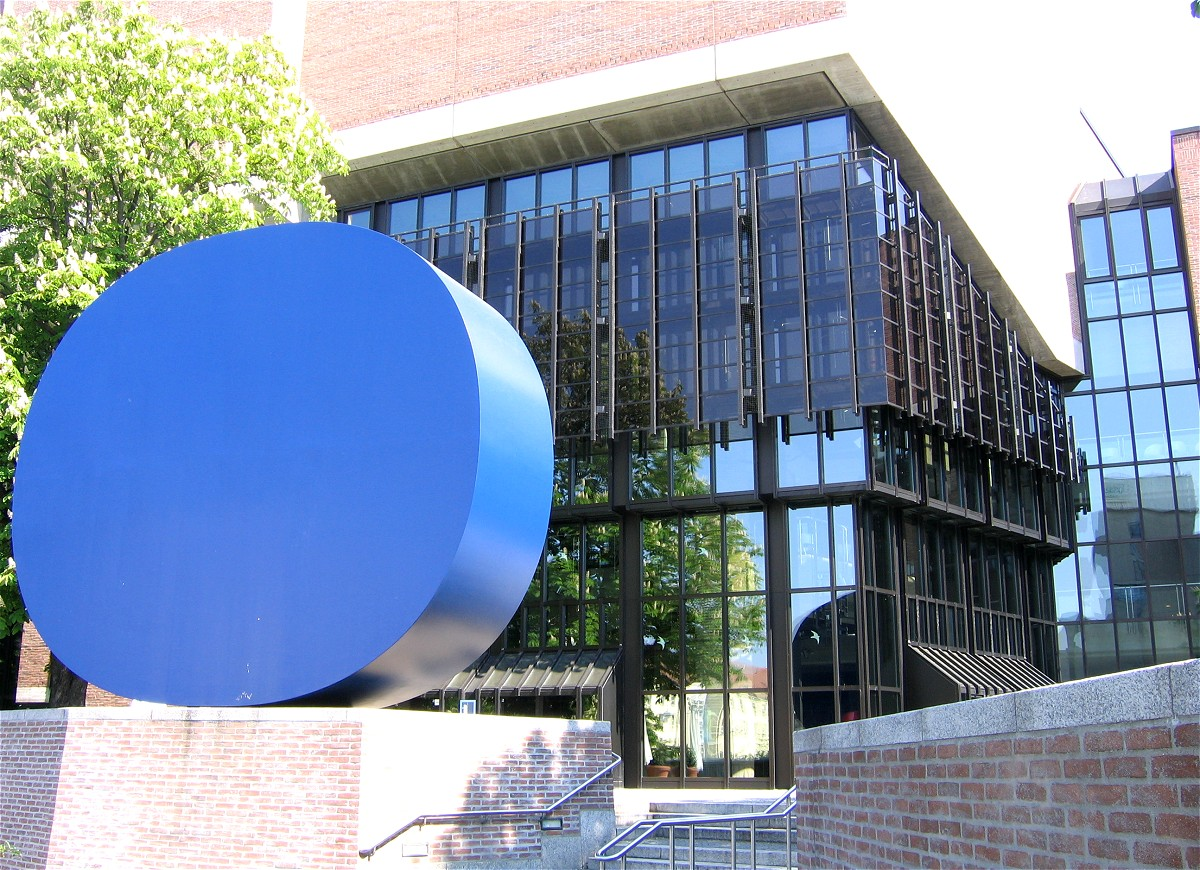
Gerundetes Blau (1987), Gasteig, München

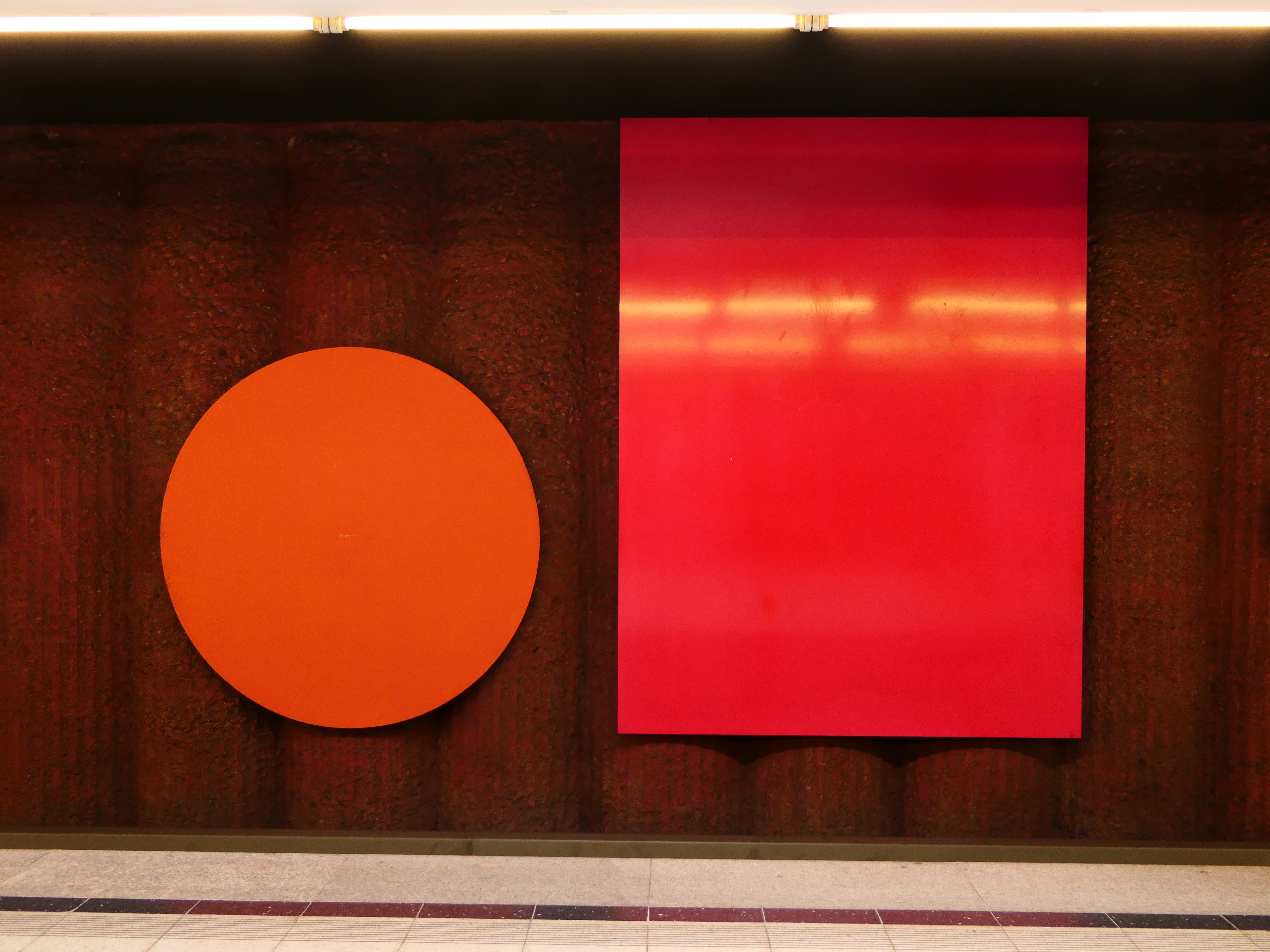
Eines von 4 zweiteiligen Objekten (1990) im U-Bahnhof Machtlfinger Straße in München

Rupprecht Geiger, Sohn des Malers Willi Geiger, absolvierte von 1926 bis 1929 ein Architekturstudium an der Kunstgewerbeschule München, danach von 1930 bis 1932 eine Maurerlehre und von 1933 bis 1935 ein Studium an der Staatsbauschule München. Von 1936 bis 1940 arbeitete Geiger in verschiedenen Münchner Architekturbüros, u. a. bei Bieber und Borst, welche die Borstei planten. Geiger war von 1949 bis 1962 als Architekt tätig.
Als Maler war Geiger Autodidakt. Er war ab 1940 an der Ostfront in Polen und Russland, wo er sein autodidaktisches Studium der Malerei begann. In den Jahren 1943 und 1944 wurde er als Kriegsmaler in der Ukraine und in Griechenland eingesetzt.
Rupprecht Geiger war Mitglied im Deutschen Künstlerbund und 1949 Mitbegründer der Künstlergruppe ZEN 49 in München. Geiger ist ein herausragender Vertreter der Gegenstandslosen Malerei Deutschlands. Seine Kunst wurde von Hilla von Rebay, deutsche Malerin und Gründungsdirektorin des Museum for Non-Objective Painting (später Guggenheim Foundation, New York) gefördert. Geiger schuf sein Lebenswerk um das Thema 'Farbe', in dem es konsequent um Reduktion und Klarheit ging. Er betrachtete Farbe als autonomen Wert, aus der Form gelöst wurde ihre geistige Kraft zur Geltung gebracht. Dafür schuf er auch, lange bevor dies etwa Frank Stella tat, irreguläre Leinwände (Shaped canvas), bevor er sich später fast komplett auf die Urformen Kreis und Rechteck beschränkte.
In den 1950er Jahren wurde Geiger bekannt durch seine Beschäftigung mit der Farbe Rot. Geiger: „Rot ist Leben, Energie, Potenz, Macht, Liebe, Wärme, Kraft. Mit ihrer Fähigkeit zu stimulieren ist sie in machtvoller Funktion“. Ein Beispiel aus dieser Zeit ist sein 103 cm × 98 cm großes Ölgemälde auf Leinwand 470/57.
Von 1958 bis 1961 war er künstlerischer Berater der Marburger Tapetenfabrik.
1965 bis 1976 war Rupprecht Geiger Professor für Malerei an der Staatlichen Kunstakademie Düsseldorf.
Der befreundete Architekt Detlef Schreiber (1930–2003) erbaute ihm 1976 ein Ateliergebäude in der Muttenthalerstraße in München-Solln, wo sich heute das Archiv Geiger befindet.
Charakteristisch für seine Ölbilder, Siebdrucke und Aquarelle waren einfache geometrische Formen, (Rechteck, Quadrat, Kreis und Oval), leuchtende Farben (teilweise auch Leuchtpigment) und intensive Kontraste. Er erhielt 1992 für seine konsequente, zeitlose Malerei den Rubenspreis der Stadt Siegen.
Rupprecht Geiger lebte und arbeitete in München. In seinem ehemaligen Atelier im Münchner Stadtteil Solln befindet sich heute das Archiv Geiger, das seinen künstlerischen Nachlass verwaltet und mehrmals im Jahr öffentliche Führungen durch die Archivräume anbietet.

## Ausstellungen (Auswahl)
- 1959 documenta II
- 1964 documenta III
- 1967 Kunsthalle Düsseldorf
- 1968 documenta IV
- 1977 documenta 6; Quadrat Bottrop
- 1985 Retrospektive. Kunsthalle Düsseldorf
- 1986 Seiji Togo Kunstmuseum, Tokio
- 1994 Russisches Museum, St. Petersburg; Gemäldegalerie Neue Meister, Staatliche Kunstsammlungen Dresden, Dresden
- 2002 XXV. Biennale von São Paulo, Brasilien
- 2005 Mies van der Rohe Haus, Berlin
- 2007/2008 Retrospektive zum 100. Geburtstag. Lenbachhaus, München
- 2008 Museum für Gegenwartskunst (Siegen); Neue Nationalgalerie, Berlin, Haus der Kunst, München
- 2017 Rupprecht Geiger. Farbe tanken, Kunstmuseum Bochum
- 2020 ROT X STAHL, Alf-Lechner-Museum Ingolstadt

## Auszeichnungen
- 1951 Domnick-Preis der Staatsgalerie Stuttgart
- 1958 Preis der Internationalen Triennale für Farbgraphik in Grenchen, Schweiz
- 1968 Burda-Preis für Bildende Kunst
- 1986 Goldmedaille der 8. Internationalen Grafik-Biennale Fredrikstad, Norwegen
- 1988 Kunstpreis Berlin, vergeben von der Akademie der Künste, Berlin
- 1988 Großes Bundesverdienstkreuz
- 1989 Kulturellen Ehrenpreis der Landeshauptstadt München
- 1992 Rubenspreis der Stadt Siegen
- 1993 Bayerischer Maximiliansorden für Wissenschaft und Kunst
- 1994 Harry-Graf-Kessler-Preis
- 1995 Oberbayerischer Kulturpreis
- 1997 Goldene Ehrenmünze der Landeshauptstadt München

Rupprecht Geiger ist eines der drei Ehrenmitglieder des Deutschen Künstlerbundes.

## Arbeiten im öffentlichen Raum
- Karte mit allen Koordinaten:
- OSM |
- WikiMap

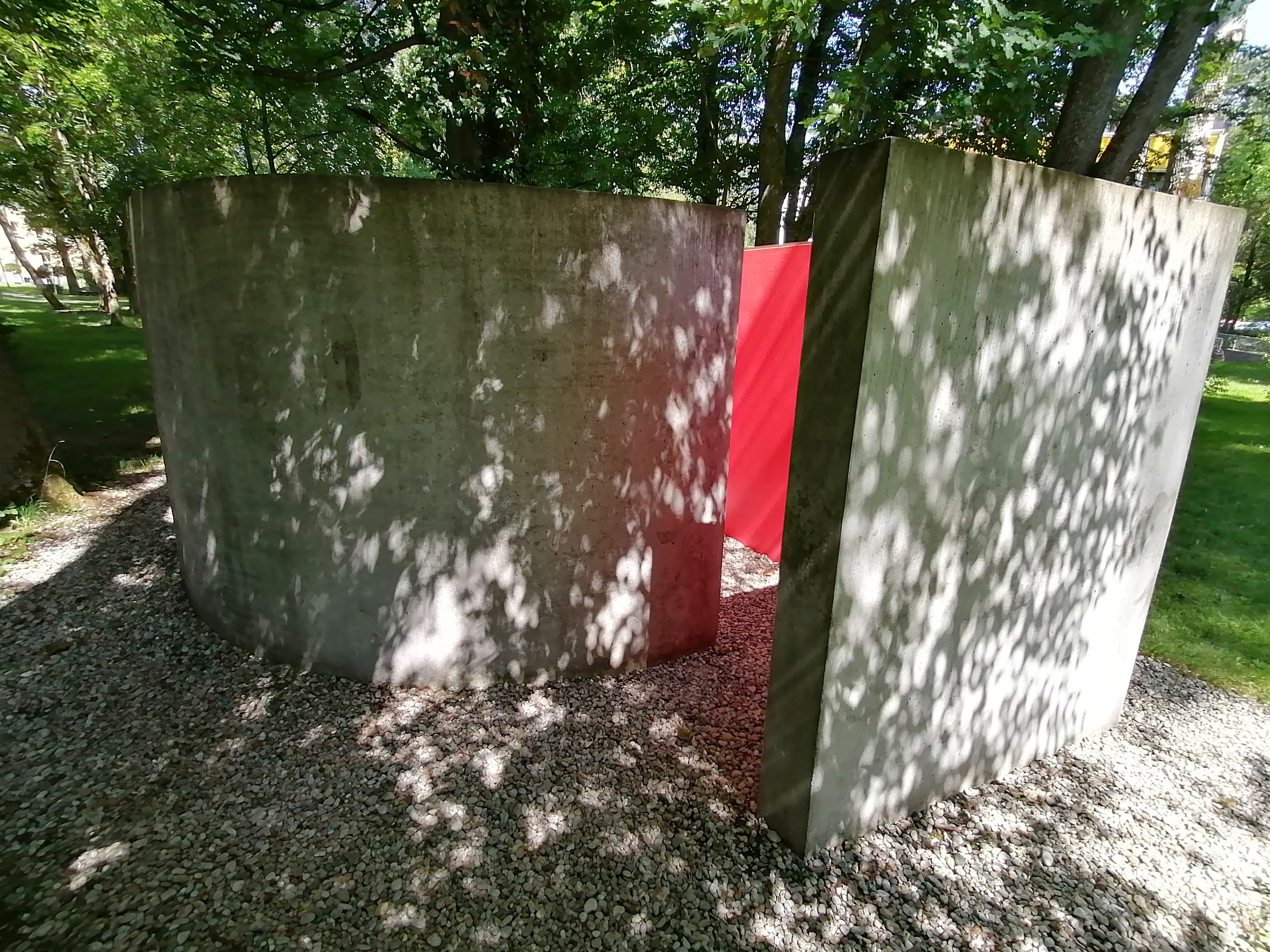
Meditationsraum auf dem Klinikgelände

- Meditationsraum auf dem KlinikgeländePlattenmosaik, Aluminiumplatten eloxiert und Leuchtstoffröhren, 650 cm × 3000 cm, Hauptbahnhof München, Fassade über dem Haupteingang am Bahnhofsplatz (1951)  ⊙
- Glasklebebild, Tauffenster, 144 cm × 144 cm, evangelische Kirche Stockdorf von Jakob Semler und Jakob Haider, Peter-Dörfler-Straße 14 ⊙
- Glasklebebild, 250 cm × 420 cm, Technische Universität München, Eingang Luisenstraße / Theresienstraße, Treppenhaus, 3. Stock, München (1964) ⊙
- Konkav gerundet, Aluminium, 400 cm × 480 cm × 70 cm, Münchener Rück, München, Königinstraße 38 (1973) ⊙
- Farbgestaltung, Acryl/Eternitplatten, Gymnasium Fürstenried, Joseph-von-Fraunhofer-Schule, Engadinerstr. 1, München (1973)
- Acryl auf Holz, 220 cm × 670 cm, in der Mensa der Technischen Universität München, 1. Stock, Eingang Gabelsbergerstraße, München (1975) ⊙
- o. T., vier Wandobjekte, Aluminium, spritzlackiert, je 300 cm × 400 cm, in der Eingangshalle der Technischen Universität München, Theresienstraße ⊙
- Gerundetes Blau, Aluminium spritzlackiert, 600 cm × 700 cm × 200 cm, Gasteig, München (1987) ⊙
- o. T., vier zweiteilige Objekte, Acryl auf Aluminium, im U-Bahnhof Machtlfinger Straße, München (1990) ⊙
- Meditationsraum, Acryl/Beton, ca. 215 × 805 × 550 cm, im Park des Kbo-Isar-Amper-Klinikums, Taufkirchen/Vils (1991)[11] ⊙
- Pink moduliert, Acryl auf Leinwand, 120 cm × 750 cm, im Betriebsrestaurant der Siemens AG, Wittelsbacherplatz, München ⊙
- Großes Rot mit Contrapunkt, Acrylfarbe auf Putzgrund, Hochschule für angewandte Wissenschaften München, Lothstraße, München (1995) ⊙
- 2000 Rot (Bilder A–E), Acryl auf Leinwand, 500 cm × 150 cm, 150 cm × 160 cm und 80 cm × 600 cm, WWK Versicherungsgruppe, Marsstraße 37, München ⊙
- Lichtbogen (Pinc), Öl auf Leinwand, 1350 cm × 450 cm, E.ON, Richard-Wagner-Straße, München ⊙
- Rot 2000, 875/99, Acryl auf Leinwand. Im Reichstag, Platz der Republik 1, Berlin (1999)⊙

## Sammlung (Auswahl)
- Schauwerk Sindelfingen
- Diözesanmuseum Freising
- Lenbachhaus, München
- Archiv Geiger